# Manuel Poggiali
Manuel Poggiali (1983. február 14. –) San Marinó-i motorversenyző, kétszeres világbajnok 125 és 250 köbcentiméterben. 2008-ban, pszichikai problémák, valamint a motiváció hiánya miatt vonult vissza. A motorversenyzés mellett labdarúgó is volt, több mérkőzést is lejátszott az SS Pennarossa csapatában.

## Karrierje

### Kezdetek
Poggiali karrierjét 1994-ben kezdte minimotorokkal. Itt első évében második lett. 1998-ban olasz 125-ös bajnok lett, ebben az évben bemutatkozhatott a MotoGP-ben is, az Imolai Nagydíjon. Első versenye nem volt túl sikeres, ugyanis a versenyhétvégén többször is elesett, a versenyre pedig nem sikerült magát kvalifikálnia.

### 125 cm³
1999-ben már teljes évre szóló szerződést kapott az Aprilia csapatától. A következő évben megszerezte első dobogós helyezését, Hollandiában. 2001-ben, immár a Gilera színeiben, világbajnok lett, szoros küzdelemben legyőzve Ui Júcsit. 2002-ben maradt a nyolcadliteresek között, a második helyen végzett,

### 250 cm³
2003-ban már a negyedliteresek között folytatta pályafutását. Ebben az évben már simábban, 14 pont előnnyel szerezte meg újabb világbajnoki címét, ezúttal Roberto Rolfo előtt.
2004-ben maradt a 250-esek között, ekkor kezdődtek motivációs problémái. Bár aratott egy győzelmet, valamint kétszer is harmadik lett, hatszor is kiesett, így végül csak a kilencedik helyen végzett. Ezt követően visszatért a legkisebb kategóriába, azonban ekkor már csak árnyéka volt önmagának, dobogóra sem tudott állni. 2006-ban ismét a negyedliteresek között szerepelt, a KTM gyári csapatánál, azonban még a top 10-be is csak egyszer sikerült beférnie, év végén mindössze a tizennegyedik helyen végzett. Ezt követően úgy döntött, kihagy egy véet, hátha azután jobban fog szerepelni. 2008-ban a Gileránál tért vissza, azonban a szezon közepén úgy döntött, végleg visszavonul.

## Teljes MotoGP-eredménylistája[5]
(Táblázat értelmezése)

(Félkövér: pole-pozícióból indult; dőlt: leggyorsabb kört futott) 

| Év   | Géposztály | Motor   | 1      | 2      | 3       | 4      | 5      | 6      | 7      | 8      | 9      | 10     | 11     | 12      | 13     | 14     | 15     | 16     | 17     | 18    | Pont | Poz. | Győzelem |
| ---- | ---------- | ------- | ------ | ------ | ------- | ------ | ------ | ------ | ------ | ------ | ------ | ------ | ------ | ------- | ------ | ------ | ------ | ------ | ------ | ----- | ---- | ---- | -------- |
| 1999 | 125 cm³    | Aprilia | MAL 12 | JPN 18 | ESP 9   | FRA NC | ITA 13 | CAT NC | NED 13 | GBR NC | GER 11 | CZE -  | IMO 8  | VAL NC  | AUS 9  | RSA NC | BRA 7  | ARG NC |        |       | 46   | 17.  | 0        |
| 2000 | 125 cm³    | Aprilia | RSA -  | MAL -  | JPN -   | ESP 9  | FRA 8  | ITA NC | CAT NC | NED 3  | GBR NC | GER NC | CZE 12 | POR NC  | VAL 14 | BRA NC | PAC 11 | AUS 5  |        |       | 53   | 16.  | 0        |
| 2001 | 125 cm³    | Gilera  | JPN 5  | RSA 2  | ESP NC  | FRA 1  | ITA 3  | CAT 3  | NED NC | GBR 3  | GER 3  | CZE NC | POR 1  | VAL 1   | PAC 2  | AUS 2  | MAL 2  | BRA 5  |        |       | 241  | 1.   | 3        |
| 2002 | 125 cm³    | Gilera  | JPN 3  | RSA 1  | ESP DSQ | FRA 2  | ITA 1  | CAT 1  | NED 2  | GBR 3  | GER 4  | CZE 5  | POR NC | BRA 3   | PAC 2  | MAL 4  | AUS 1  | VAL 7  |        |       | 254  | 2.   | 4        |
| 2003 | 250 cm³    | Aprilia | JPN 1  | RSA 1  | ESP 4   | FRA NC | ITA 1  | CAT NC | NED 4  | GBR 2  | GER 8  | CZE 3  | POR 2  | BRA 1   | PAC 3  | MAL 2  | AUS 9  | VAL 3  |        |       | 249  | 1.   | 4        |
| 2004 | 250 cm³    | Aprilia | RSA 4  | ESP NC | FRA NC  | ITA 3  | CAT NC | NED 7  | BRA 1  | GER NC | GBR NC | CZE 9  | POR 7  | JPN 17  | QAT -  | MAL -  | AUS 3  | VAL NC |        |       | 95   | 9.   | 1        |
| 2005 | 125 cm³    | Gilera  | ESP 6  | POR 5  | CHN 12  | FRA 10 | ITA 6  | CAT 6  | NED 8  | USA -  | GBR 25 | GER 11 | CZE 8  | JPN 6   | MAL 8  | QAT 7  | AUS 13 | TUR 11 | VAL NC |       | 107  | 10.  | 0        |
| 2006 | 250 cm³    | KTM     | ESP 11 | QAT 14 | TUR 15  | CHN 11 | FRA 17 | ITA 12 | CAT 11 | NED 10 | GBR NC | GER 13 | USA -  | CZE NC  | MAL 11 | AUS 13 | JPN 12 | POR 12 | VAL 8  |       | 50   | 14.  | 0        |
| 2008 | 250 cm³    | Gilera  | QAT 14 | ESP NC | POR 17  | CHN NC | FRA 6  | ITA NC | CAT 14 | GBR 14 | NED NC | GER NC | USA -  | CZE DNS | RSM -  | IND -  | JPN -  | AUS -  | MAL -  | VAL - | 16   | 19.  | 0        |